# TrackMania United
Vous lisez un « bon article » labellisé en 2018.  Il fait partie d'un « bon thème ».
TrackMania United (TMU ou simplement United) est un jeu de course développé par Nadeo et édité sur PC par Focus Home Interactive en France le 17 novembre 2006, en Europe à partir de mi-février 2007, puis dans le reste du monde à partir du 23 mars 2007. C'est la suite de TrackMania Nations, qui reprend le concept des précédents jeux de la série. Le jeu offre une approche atypique par rapport aux créations du même genre au moment de sa sortie, de par son gameplay simple orienté arcade, son éditeur de niveau, la facilité de partager les créations et l'intérêt de son mode multijoueur.
Au-delà de l'amélioration graphique générale, la particularité de United est de regrouper les environnements qui figurent dans les précédents jeux de la série : TrackMania, Sunrise et Nations. La volonté de Nadeo est de regrouper sur un même jeu tous les joueurs en ligne ou en solo disséminés sur les autres opus. Les nouveautés ne résident pas au niveau du gameplay mais surtout de trois fonctionnalités qui ont pour but de renforcer la contribution et l'interconnexion de la communauté : ManiaZone, la gestion des coppers et ManiaLink. Un nouveau mode officiel impose également de réaliser les courses à un moment précis.
United reçoit globalement un bon accueil lors de sa sortie de la part de la presse spécialisée, même si la majorité des observateurs juge le jeu comme une sorte de compilation des précédents univers aux nouveautés trop peu présentes. Mi-avril 2008, Focus publie TrackMania United Forever et TrackMania Nations Forever, deux extensions destinées à United et à Nations qui permettent principalement de jouer à ces deux jeux ensemble en multijoueur. Cette extension standalone reçoit également de bonnes critiques de la part des observateurs. United fait partie d'une série très prolifique comptant de nombreuses suites.

## Système de jeu

### Généralités
TrackMania United est un jeu de course affiché dans une vue à la troisième personne. Les angles de vue changent parfois durant de courts instants, passant en vue à la première personne ou en vue beaucoup plus panoramique. Le jeu se différencie des jeux du genre par un gameplay très orienté arcade grâce à l'absence de dégâts sur les véhicules et des tracés de circuits loufoques, dans le genre montagnes russes, ou des circuits axés sur la grande vitesse. Il reprend le système de jeu des précédents opus avec des voitures non-réglables et le même système de contrôle des véhicules, seulement dirigés avec quatre boutons (accélération, frein, direction),,,. Durant les sauts, le joueur peut utiliser le frein ou l'accélérateur pour influer sur la profondeur de la trajectoire, comme sur la direction juste avant un saut pour obtenir de légères rotations. Le joueur doit obtenir le meilleur temps et rallier l'arrivée en passant par un certain nombre de chekpoints. En fonction des temps de course qu'il réalise, il peut obtenir les médailles d'or, d'argent et de bronze. L'intelligence artificielle dirige quelques adversaires, en l'occurrence les courses des trois meilleurs temps qui servent de références pour les médailles,. Deux boutons permettent également de redémarrer à tout moment la course, soit depuis le départ, soit à partir du dernier checkpoint,. Le concept de TrackMania impose une grande part de méthode essai-erreur afin de découvrir et maitriser les particularités de chaque piste. United peut être joué au clavier ou grâce à une manette de jeu.
La particularité de United est de regrouper les environnements qui figurent dans les précédents jeux de la série : TrackMania, TrackMania Sunrise et TrackMania Nations. La volonté du studio est de regrouper dans un même jeu tous les joueurs en ligne ou en solo disséminés sur les autres opus. En découle le titre de United (« Unis »). Le moteur de jeu optimisé permet d'afficher une refonte graphique générale améliorée par rapport à Nations. En l'occurrence, l'univers Stadium de ce dernier a été remanié et présente des visuels plus réalistes. Le jeu intègre par exemple un nouveau système de calcul d'ombres qui se lance avant le début de chaque course pour améliorer le rendu. Le jeu propose quelques nouveaux blocs de construction pour les pistes, mais aussi pour les décors (eau, dunes de sable, etc). Par exemple, un bloc de sol « Roue libre » coupe le moteur de la voiture et la laisse rouler sur son élan, jusqu'à ce qu'elle passe éventuellement sur un autre bloc réactivant le moteur,.
United nécessite la création d'un compte afin de gérer tout l'aspect multijoueur et les classements. Il reprend le système de liste d'amis apparu dans le précédent jeu de la série.

### Apports au concept de base
Les nouveautés ne résident pas au niveau du gameplay, mais principalement de trois fonctionnalités qui ont pour but de renforcer la contribution et l'interconnexion de la communauté : la ManiaZone, la gestion des coppers et le ManiaLink,,,.
Le mode officiel permet au joueur de choisir lui-même la course à comptabiliser, en principe son meilleur temps. Le joueur peut s'entrainer sur une piste mais son meilleur temps n'est alors pas automatiquement enregistré. Le premier essai est gratuit, mais les tentatives suivantes doivent être payées avec des coppers (sauf la première de chaque piste qui reste gratuite). Il doit utiliser ce mode officiel lorsqu'il se sent prêt pour réaliser sa meilleur course, comme en compétition,,. Ce fonctionnement est inspiré des compétitions sportives dans lesquelles les participants doivent obtenir des résultats à un moment donné. Cette nouveauté ajoute une certaine pression au joueur qui n'a plus le droit à l'erreur lors de ses tours « officiels »,. Il est possible de télécharger les courses des meilleurs joueurs (ou de tout autre joueur classé) pour affronter la voiture fantôme correspondante,. Le joueur peut désormais télécharger les replays des meilleurs mondiaux afin d'étudier leurs courses et leur conduite.
La ManiaZone est un système de zones mariant régionalisation et classement en ligne,. Elle place chaque joueur dans une zone géographique en fonction du niveau de ses résultats. Un joueur qui débute a donc un niveau initial situé au niveau de sa ville. Puis s'il progresse, il peut s'opposer aux joueurs de son département, puis de sa région, de son pays, et enfin il peut affronter les joueurs du monde entier,. Le niveau de jeu s'adapte donc à celui du joueur. Un classement propre à chaque catégorie est mis en place. Ce système prend également en compte d'autres groupes comme les rassemblements de collègues, d'amis, etc. qui possèdent leur classement spécifique. Les serveurs ne sont donc plus seulement triés par pays, mais par ville, département, région, ou pays. Par ailleurs, chaque circuit comporte toujours un classement spécifique. Le jeu permet d'organiser des tournois ou des compétitions dans le jeu. Il est aussi possible de créer une équipe ou un club référencé. Le système de ManiaZone s'applique au mode multijoueur. Pour progresser dans les classements en solo, le joueur doit obtenir des skill points en réalisant de bons chronos en mode officiel,. Les points récoltés varient en fonction du classement et du nombre d'adversaires potentiels. Chaque environnement et chaque mode de jeu possède son propre classement. En multijoueur, un système complètement indépendant gère les classements : les ladder points. Ce système, qui prend en compte la progression du joueur, attribue des points à un joueur en fonction de ses résultats et du niveau des adversaires.
Les coppers, la monnaie virtuelle en jeu, subissent une grande évolution. Ils servaient auparavant uniquement à débloquer les blocs de construction dans l'éditeur de jeu. Ils permettent dès lors d'acheter des ghosts, des circuits, de nouveaux modèles de véhicules créés par les joueurs ainsi que le droit d'améliorer les temps dans le classement. Ces coppers ne peuvent pas être convertis en argent réel et ne peuvent être achetés avec de l'argent réel. Ils peuvent être obtenus en terminant les épreuves du mode solo grâces aux différentes médailles, en se connectant régulièrement au jeu ainsi qu'en partageant et vendant ses créations,. Les joueurs qui possèdent d'autres versions des jeux de la série sont avantagés et gagnent quelques coppers supplémentaires.
ManiaLink est une sorte de plate-forme en ligne peer-to-peer dans le jeu qui offre des liens pointant vers des circuits, des replays, de la musique, des voitures, des vidéos à télécharger, et qui sont hébergés par Nadeo sur une page personnelle que chaque joueur peut créer,,,. Une interface, qui s'apparente à une page Internet dans un navigateur web telles que celles affichées dans Internet Explorer ou Firefox, permet d'accéder aux ManiaLinks officiellement publiés. Les informations d'un joueur sont regroupées dans un fichier xml qui centralise les informations personnelles du joueur. Les éléments peuvent être vendus ou achetés en coppers. ManiaLink permet également au joueur de s'informer et de rester connecté avec la communauté grâce à un système de messages, par exemple à propos des compétitions ou des informations sur le jeu,,.

### Environnements
| Décor typique de l'Arizona, de couleur rouge. |  | Voiture de couleur orange, vue depuis l'arrière. |
| (Panorama de Monument Valley à gauche, et Ford Escort RS 2000 à droite). L'univers appelé désert propose une voiture américaine de type muscle car ressemblant à une Ford Escort, très rapide mais difficile à manœuvrer. |  |                                                  |

| Route bitumée dans une fôret. |  | Voiture de rallye blanche. |
| (Route forestière à gauche, et Renault 5 Turbo à droite). L'environnement campagne offre une petite voiture nerveuse ressemblant à une Renault 5 Turbo. |  |                            |

| Route de campagne recouverte par la neige. |  | pick-up de couleur blanche. |
| (Route enneigée à gauche, et pick-up Toyota à droite). L'univers appelé Snow offre des routes enneigées et des pistes en bois placées en hauteur, avec un pick-up très lent mais maniable. |  |                             |

| |  |  |
| (Autoroute 401 en Ontario à gauche, et Ferrari Enzo à droite). Island place le joueur sur des autoroutes très larges et très rapides situées sur la côte, au volant d'une voiture sportive surpuissante. |  |  |

| Ville américaine composée d'immeubles et de routes (Miami).                                                                       |  | 4x4 de couleur blanche. |
| (Miami à gauche, et 4x4 Range Rover Evoque à droite). L'environnement Bay offre des visuels très urbains, aux commandes d'un 4x4. |  |                         |

| Pont et maisons en pierres. |  | Voiture de couleur grise. |
| (Route et pont sur la Côte d'Azur à gauche, et Mercedes SLR à droite). L'univers appelé Coast, ressemblant à des paysages de la Côte d'Azur, propose la conduite d'un roadster. |  |                           |

| Piste goudronée de Formule 1 au niveau d'une chicane, avec une tribune en arrière plan |  | Voiture noire de type monoplace de Formule 1 |
| (Circuit international de Sepang en Malaisie à gauche, et monoplace de Formule 1 à droite). L'environnement appelé Stadium est une sorte de très grand stade de compétition, qui propose une voiture s'apparentant à une monoplace de Formule 1. |  |                                              |

TrackMania United regroupe les sept environnements créés jusque-là par Nadeo et qui figurent dans les précédents jeux de la série : TrackMania, TrackMania Sunrise et TrackMania Nations. Chaque milieu, aux visuels et à l'ambiance unique, ne propose qu'une seule voiture au comportement particulier,. Les courses peuvent se dérouler à différentes heures de la journées, ce qui entraine des différences d'ambiance et de luminosité,. Les pistes sont atypiques et présentent par exemple des courbes relevées, des virages, des loopings, des obstacles, des boosters d'accélération et des tremplins permettant de réaliser des sauts démesurés.
Les environnements « Desert », « Rally » et « Snow » sont issus du premier opus de la série : TrackMania. « Desert » est le premier environnement jamais créé par Nadeo. Il représente l'âme de la franchise, dépaysant, coloré et ensoleillé. Il place le joueur au volant d'une voiture américaine très nerveuse, dotée de bon freins, mais d'une tenue de route limitée, avec une suspension très souple qui la place régulièrement sur deux roues dans les virages. Elle permet la prise de virages à pleine vitesse, des sauts énormes et excelle dans les changements de rythme. Les visuels offrent des étendues sablonneuses plates, agrémentées de grands canyons et de monticules rocheux. Les routes goudronnées alternent les phases rapides constituées de lignes droites, les passages délicats et les courbes exagérées. Des trous encombrent régulièrement la voie,,,. Le milieu « Rally » se déroule dans des décors verdoyants, bucoliques et mélancoliques. Les pistes, alternant grandes courbes et petites épingles, sont constituées entièrement ou partiellement de routes goudronnées ou en terre, agrémentées d'édifices médiévaux comme des châteaux ou des remparts sur lesquels il est parfois possible de rouler. Les pistes, qui comportent de nombreux dénivelés, enjambent parfois des rivières, mais restent très peu aériennes. Elles comportent des passages resserrés et sont bordées d'arbres ou de prairies. Le seul véhicule proposé s'apparente à une Renault 5 turbo 2. Rapide et nerveux, il propose une conduite simple axée sur la maitrise du dérapage et qui nécessite une adaptation au revêtement alternant entre goudron, terre et herbe,,,. L'environnement « Snow » se déroule dans un univers enneigé à l'inspiration asiatique. Les routes alternent les portions avec de l'adhérence et celles tout ou partiellement verglacées. Les pistes abondent de tremplins, de virages prononcés et de surfaces glissantes provoquant de subits écarts de direction. Le joueur dirige un pick-up nerveux mais très peu rapide, doté d'une bonne tenue de route. Équipé de pneus très larges, ce véhicule très maniable offre une conduite très arcade et peut par exemple prendre des virages à grande vitesse,,,.
Les environnements « Island », « Bay » et « Coast » sont issus du second opus de la série : TrackMania Sunrise. « Island » est un univers exotique, l'environnement emblématique de Sunrise et le milieu le plus rapide dans une ambiance ensoleillée. Les pistes, agrémentées de palmiers, bordent la mer. Elles ressemblent à de larges autoroutes dotées de nombreux tremplins et sont les plus torturées et loufoques de la série (à ce moment-là en 2007) grâce aux loopings, aux rampes de sauts ou aux quarter-pipes. Le joueur pilote une voiture de sport ressemblant à une Ferrari et doit négocier à grande vitesse de grandes courbes en maitrisant de longs dérapages. En matière de conduite, c'est l'environnement le plus accessible en laissant une part à l'improvisation et en offrant une grande marge d'erreur,. L'environnement « Bay » est totalement urbain et se déroule dans une sorte de station balnéaire ensoleillée. Les visuels très détaillés proposent une ambiance citadine. Les pistes sont exclusivement goudronnées et mènent souvent, grâce à des dénivelés omniprésents, sur les quais ou sur les toits des immeubles. Elles comportent parfois des obstacles. Le joueur est placé aux commandes d'un 4x4 très nerveux permettant d'atteindre sa vitesse maximale très rapidement, et à la direction très réactive. La conduite est rapide, flexible et très énergique avec un aspect de cascade marqué. Les suspensions sont extrêmement dynamiques. Les changements de rythme et de direction sont monnaie courante,. « Coast » se déroule dans un univers méditerranéen ensoleillé à l'ambiance reposante. Les visuels s'apparentent à des petits villages du sud de la France ou de l'Italie, où les abords des pistes sont parsemés de maisonnettes typiques. Les pistes, bordées par la mer, sont composées de routes droites et sinueuses, de parties balisées de circuits, d'escarpements et de tremplins. Le joueur conduit un roadster dérapant facilement et à la gestion du freinage très importante. Ce véhicule impose une conduite alliant maitrise du dosage frein-accélération et des trajectoires extérieures-intérieures-extérieures. Elle impose de gérer les difficultés à petite allure, malgré une vitesse plus élevée nécessaire dans certains virages. Cette conduite précise et technique se veut être plus orientée simulation (mais toujours éloignée des simulations pointues du genre),.
L'univers « Stadium » est l'environnement le plus récemment créé par Nadeo lors de la sortie de United. Issu du jeu TrackMania Nations, il met en scène une sorte de monoplace de Formule 1 qui nécessite une conduite rapide et technique, avec une prise en main facile. La gestion de la vitesse est une clef sur ces pistes étroites. Les pistes proposent de nombreux tremplins, ce qui fait de la maitrise des trajectoires durant les sauts un élément important du gameplay. Les pistes sont confinées dans un grand stade omnisports. Le temps est toujours au beau fixe avec un ciel bleu et dégagé. L'ensemble s'apparente à un stade de compétition de moto-cross ou de supermotard. Les revêtements au sol sont en partie ou totalement en béton, en terre ou en gazon coupé à ras, ce dernier favorisant la course off-road,,,,.

### Modes de jeu
TrackMania United intègre au total près de 200 pistes pré-construites en solo, à la difficulté croissante et déblocables progressivement en fonction des médailles d'argent et d'or obtenues,,,,. Quel que soit le mode de jeu, les pistes sont classées par niveau de difficulté : « débutant », « facile », « normal », « difficile » et « extrême ». Elles sont présentées par un tableau composé de vignettes affichant le type d'environnement,. Elles sont également marquées suivant quatre critères représentant leur nature : Course, Acrobatique, Endurance et Speed. Le joueur peut télécharger via l'interface des circuits créés par les autres joueurs. Les circuits créés pour les précédents jeux peuvent également être joués dans United,.
Le jeu propose trois modes de jeu en solo : « Course », « Plate-forme » et « Puzzle »,,. Le premier reprend le principe classique de la course chronométrée dans laquelle le joueur doit obtenir le meilleur temps,. Le second est un hybride entre jeu de course et du jeu de plates-formes, dans lequel le joueur doit enchainer des sauts de plates-formes en plates-formes généralement placées en hauteur, sans tomber (dans l'eau par exemple) ni se retourner ou sortir de la piste. Le joueur doit terminer la course dans un minimum de tentatives, mais sans aucune contrainte de temps,,,,. Le dernier mode de jeu propose des pistes incomplètes que le joueur doit terminer grâce à des éléments de l'éditeur de niveau. Il peut donc les construire de la manière dont il veut avec les blocs disponibles et tenter de réaliser le meilleur temps,. Le mode solo affiche les classements des autres joueurs à travers la planète, par niveau, en fonction des résultats du joueur,. Dans le mode solo, lorsque le joueur accède à une piste, il se voit présenter pour comparaison les résultats et les classements des autres joueurs sur Internet, en fin de partie. Il peut télécharger des pistes et les noter sur des critères de difficulté et de conception.
En multijoueur, United reprend les modes de jeu des précédents opus : « Contre-la-montre », « Par tours », « Équipe », « Coupe » et « Boucle »,,. Le jeu peut se dérouler en ligne sur Internet ou en réseau local. Il propose certaines nouveautés comme les classements par ville, par département, par régions, par pays ou internationaux. Le Contre-la-montre reprend le principe de course en solo. Dans le mode Par tours, les joueurs gagnent des points en fonction de leurs résultats et le vainqueur est celui qui atteint le score limite fixé par le serveur. Le mode Équipe fonctionne sur le même principe mais les joueurs concourent pour une équipe dont les sont cumulés. Le mode Coupe utilise également ce système de points mais la limite de points permet d'accéder à une finale dans laquelle le joueur qui réalise le meilleur temps est désigné vainqueur. Quant au mode Boucle, il permet aux joueurs de tourner pendant une durée définie sur un circuit de plusieurs tours et le gagnant est celui qui franchit le plus grand nombre de checkpoints qui balisent ces pistes.
En Hotseat, les joueurs peuvent jouer à tour de rôle sur la même machine à deux modes de jeu : en contre-la-montre ou sur un nombre d'essais définis.
L'extension TrackMania United Forever rajoute le mode « Stunt » des précédents opus. Il reprend le même système de jeu qu'en solo. Dans un univers urbain, le joueur réalise des sauts périlleux avec sa voiture pour enchainer des figures semblables à celles du skateboard. Le joueur gagne plus ou moins de points en fonction des figures réalisées. S'il franchit la ligne d'arrivée après la limite de temps, une partie des points, proportionnelle à son retard, lui est retirée.

### Fonctionnalités
TrackMania United reprend les fonctionnalités incontournables de la série. L'éditeur de niveau, qui intègre de nouveaux blocs de construction de routes et de décors portant leur nombre à près de mille, permet de créer un circuit en quelques minutes,,,. Il est désormais disponible en deux versions : une simplifiée et une plus complexe. Entièrement géré à la souris, l'éditeur utilise un système simple de vignettes représentant des blocs qu'il faut sélectionner. Ensuite, un simple clic ou un drag'n'drop permet de les installer,. Les circuits créés pour les précédents jeux peuvent également être améliorés puis joués dans United,. L'éditeur de replays, qui permet de réaliser des vidéos, bénéficie d'une interface remaniée, simplifiée, avec de nouveaux outils,,. Il permet d'ajouter du texte, des sons, des mouvements de caméra, des traînées de fumée ou de lumière, des fondus et d'autres effets à ces vidéos. L'éditeur permet d'insérer ses propres musiques. L'atelier de peinture permet de personnaliser la carrosserie des véhicules,. Il est également possible de personnaliser les véhicules ou d'en télécharger, à l'instar des pistes. Sur la carrosserie, les joueurs peuvent réaliser des travaux de peinture, des décalcomanies et d'autres décorations.

## Développement

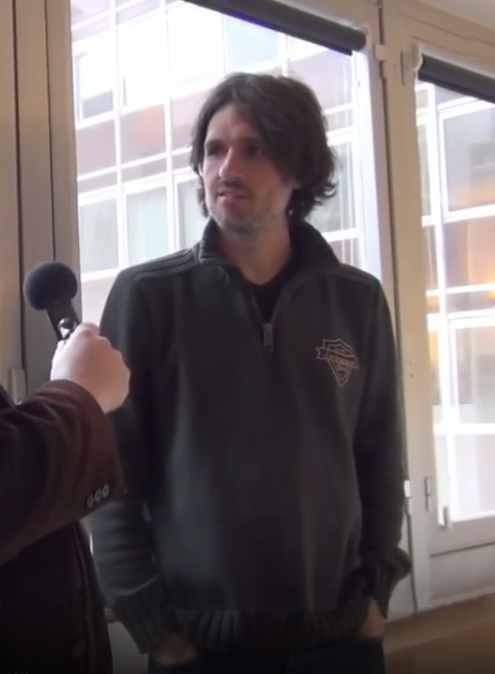
Florent Castelnérac, directeur de Nadeo (photo de 2013).

### Équipe et genèse
TrackMania United est développé par Nadeo. C'est le plus gros projet réalisé par l'entreprise française, jusqu'à la création de United Forever. United est présenté par Nadeo comme l'aboutissement du projet TrackMania. Il est né de la volonté de centraliser tous les joueurs répartis sur les différents jeux : TrackMania, TrackMania Sunrise et TrackMania Nations.
Nadeo précise que le projet a demandé beaucoup d'efforts et a obligé l'équipe à travailler très dur. L'entreprise centre le développement sur la programmation et les fonctionnalités qu'elle peut apporter aux joueurs. Elle compte beaucoup plus de programmeurs que d'artistes et déclare qu'elle aurait pu en embaucher plus, dans le but de « commercialiser plus facilement » ses jeux en les rendant « plus grand public ». Cependant, elle centre volontairement l'essentiel de ses apports sur la programmation. En l'occurrence, Nadeo considère cet aspect très coûteux. Le jeu est constitué fin 2007 de près de 1,4 million de lignes de code. Le développement du jeu représente 200 000 heures de travail, uniquement avec l'équipe de douze personnes présentes depuis le début de l'aventure TrackMania. Florent Castelnérac dirige le projet. La programmation est supervisée par Olivier Toreilles, aux côtés de Xavier Bouchoux. Amélie Castelnérac conçoit les niveaux.

« En commençant le développement de Trackmania United, on a décidé de ne rien faire de vendeur. »

— Florent Castelnérac.
Comme depuis le lancement de la franchise TrackMania, l'équipe prend en compte l'avis de la communauté. Pour augmenter l'intérêt du jeu à long terme, Nadeo sépare deux listes de tâches à accomplir : celles destinées aux joueurs débutants et celles vouées à assouvir les désirs des joueurs expérimentés.
Pour Castelnérac, si les consoles sont idéales pour le spectacle, la référence du jeu en ligne est toujours sur PC (en 2007). C'est l'une des raisons pour laquelle la franchise n'est par portée sur les consoles. Il prend pour exemple World of Warcraft et Counter-Strike qui sont uniquement sortis sur PC et rajoute les 20 millions de téléchargements de Nations (en 2007). Durant le développement, Castelnérac confirme que le glissement du jeu vers un gameplay plus simulation, avec dégâts et collisions, ne sera probablement jamais opéré car ce n'est pas l'essence même du concept de TrackMania et que d'autres jeux le font déjà.

### Conception des environnements
Desert est le premier environnement jamais créé par Nadeo. Pour des raisons techniques, mais aussi par choix éditorial, l'équipe décide d'adopter un style visuel très réaliste. Elle estime que ce choix rend l'environnement plus mature et plus enclin à plaire, en contraste avec la fantaisie des pistes. La voiture, dotée de suspensions à ressorts qui la font pencher sur deux roues dans les virages, est justement conçue pour renforcer l'aspect conduite fantaisiste et l'opposition avec le réalisme des graphismes. « Rally » est créé afin d'apporter de la variété au jeu initial, après la création de Desert. Nadeo impose à ce véhicule un comportement différent afin d'éviter la lassitude du joueur. Pour être en accord avec l'univers et la conduite du rallye automobile, l'entreprise crée un véhicule maitrisant les dérapages et la prise de virages sur des pistes aux revêtements variés et parsemées d'obstacles. L'équipe choisit délibérément de créer des visuels plus riches. Pour « Snow », l'équipe crée une conduite très arcade grâce à un véhicule à la maniabilité très élevée et qui ne dérape que très peu. L'aspect très aérien des pistes a également poussé l'équipe à lui donner cette caractéristique. Pour concevoir l'univers « Island », Nadeo dévoile avoir adopté une approche plus « glamour, plus américaine ». Le gameplay est délibérément le plus arcade possible et selon les propres mots de l'équipe, « grand public » et teinté d'« une grosse influence Out Run ». L'environnement « Bay » est en réalité un remake de l'univers « Desert » qui a évolué indépendamment des choix pris dans celui-ci. L'idée a été de faire un compromis tout en gardant le gameplay de ce milieu que l'entreprise estime réussit. La conduite de ces deux univers est quasiment identique à quelques réglages près, notamment le poids du 4x4. Nadeo juge la conduite dans « Coast » véritablement opposée à celle d'« Island » et l'environnement « peut-être le plus sérieux ». L'entreprise déclare que l'univers « Stadium » est l'aboutissement de toutes les connaissances de l'équipe en matière de level design (en 2006). L'équipe le juge un peu moins « foufou » que les autres, mais son principal intérêt est d'être totalement jouable au clavier afin de ne pas avantager les joueurs utilisant des manettes de jeu, une composante essentielle pour un jeu destiné à la compétition en ligne.
Le mode survival n'est pas intégré car les pistes relatives à ce mode sont trop spécifiques, ainsi que le mode Crazy que Nadeo juge trop « déjanté ». Le développement de deux nouveaux environnements : « Toy » (jouet) et « Moon » (Lune), a été lancé mais abandonné par la suite car ils auraient été moins gros et surtout moins homogènes avec le reste des créations.

### Conception des pistes
La conception des pistes est quasiment entièrement réalisée par Amélie Castelnérac. Elles sont créées à partir de zéro, en commençant par les cartes les plus simples pour finir par les plus compliquées. Les circuits sont tous créés à l'aide de l'éditeur de niveau du jeu. Ceci permet de déceler d'éventuels bugs de fonctionnement dans l'éditeur mais aussi dans le jeu. Lorsqu'elle estime que la piste qu'elle vient de réaliser est « correcte », elle la fait essayer par un joueur qui n'a jamais joué à TrackMania. Le but est d'apprécier l'accessibilité du circuit, dans la mesure où l'équipe a beaucoup de mal à avoir du recul sur les créations à force d'y jouer trop souvent. Les retours d'informations permettent donc de faire quelques réglages de la difficulté. Les pistes de départ sont volontairement simples et très larges, mais amusantes, dans le but de ne pas frustrer les joueurs débutants sur des pistes trop difficiles et complexes qui les pousseraient dans les murs au premier virage. Amélie Castelnérac veille à conserver une taille de fichier raisonnable dans le but de permettre au jeu de fonctionner sur toutes les configurations. Elle s'efforce toujours de rajouter un saut ou un looping afin d'associer une identité à chaque piste en mélangeant saut et conduite. Ces contraintes rendent, selon elle, la tâche plus complexe. À l'opposé, les pistes les plus difficiles doivent être suffisamment techniques et rythmées pour ne pas lasser les joueurs confirmés. Florent Castelnérac intervient régulièrement et change généralement quelques blocs de construction afin de « donner une patte au tracé ». Toutes les créations de pistes par les joueurs entraîne une certaine pression. Amélie Castelnérac indique s'interroger à chaque création de piste sur l'attrait que la communauté, très active et productive dans ce domaine, pourrait avoir pour ses créations. Elle estime aussi se « nourrir un peu de ce qui est fait », a fortiori. Avant de créer une campagne officielle, elle se connecte pour jouer à TrackMania en ligne et télécharge les pistes les plus populaires. Ceci lui permet d'identifier ce qui plait aux joueurs et ce qu'elle a « envie de retrouver en termes de fun ». Selon Florent Castelnérac, l'équipe a appris de ses erreurs passées et a réussi à créer de meilleurs pistes. Afin d'éviter la répétitivité des courses et l'impression de faire toujours la même, de nouveaux tris ont été créés (Course, Acrobatique, Endurance et Speed). L'équipe a voulu rendre l'ensemble des pistes plus accessible, en découle un manque de pistes très techniques.
Les chronos de références sont réalisés en interne en une trentaine de minutes environ par piste. L'équipe joue plusieurs fois sur une piste et lorsqu'elle n'arrive plus à améliorer le résultat, cela devient le temps « Auteur ». Les temps des médailles d'or, d'argent ou de bronze sont automatiquement calculés proportionnellement à ce temps de référence.
En dernier lieu, Amélie Castelnérac doit vérifier l'absence de raccourci, le bon placement des checkpoints ainsi que l'harmonie des décors.

### Graphismes et fonctionnalités
Le moteur de jeu de United est globalement identique à celui de Nations, même s'il a reçu de nombreuses améliorations. Nadeo a rajouté un moteur graphique supplémentaire, portant leur nombre à cinq, afin de permettre au jeu de fonctionner avec les cartes graphiques dernière générations (2007) mais aussi avec les petites configurations. L'objectif de l'équipe est d'obtenir un framerate constant quelles que soient les capacités matérielles de la machine.
L'amélioration graphique de l'univers Stadium est effectuée à cause du nouveau système d'éclairage qui a obligé l'équipe à recréer la totalité des blocs de construction.
Juste avant la sortie de United, Castelnérac estime le jeu à l'abri des tricheries, dans le jeu mais aussi au niveau de coppers qui prennent une part plus importante dans cet opus. Pourtant, United utilisant une version lite de StarForce, la triche a pu apparaitre. Cependant, l'entreprise développe par la suite sa propre technologie anti-triche. La version Nations Forever n'utilise plus StarForce, qui est remplacé par un système propriétaire. Le jeu est de plus No-CD. Nadeo a amélioré le système de votation pour éviter que certaines personnes augmentent artificiellement les statistiques.
À force de rajouter des fonctionnalités, l'éditeur de niveau est devenu trop complexe. Une version simplifiée de l'éditeur a donc été créée.

### Création des nouveautés
Nadeo explique que le but est de créer un monde persistant, sans avatar, dans lequel le joueur peut jouer, évoluer, récupérer ou créer du contenu. Au-delà de ceci, l'objectif de United, en particulier des ManiaLinks, est de faciliter le partage du contenu généré par les utilisateurs lié à la franchise TrackMania.
Le système de ManiaZones est directement inspiré du tissu associatif sportif qui propose la même structure de matchs et de compétitions par niveaux et par régions. L'intérêt de proposer de tels classements et adversaires par régions et niveaux est d'éviter de rebuter le joueur face à un grand et unique classement, lui laissant l'impression qu'il est plus facile de monter dans celui-ci, étant plus réduit.
La mise en place d'une micro-économie virtuelle basée sur les coppers nait de la volonté de Nadeo de limiter le contenu mis en ligne par la communauté sur les serveurs officiels de l'entreprise. Nadeo n'a pas voulu autoriser les coppers à être transformés en argent réel afin d'en limiter l'usage à leur cadre ludique.

### Conception de l'extension
TrackMania United Forever est le plus gros projet réalisé par l'entreprise française au moment de la sortie du jeu, en avril 2008. Pour Nadeo, United Forever est la fin d'un cycle, une sorte d'achèvement : le jeu TrackMania ultime qui intègre tous les aspects de la série, c'est-à-dire le gameplay, le jeu en ligne, la compétition, l'éditeur et le partage. Nadeo estime avoir terminé le TrackMania 1.0 avec United et atteint TrackMania 2.0 avec United Forever. L'objectif de l'extension est plus de consolider le jeu pour lui permettre de durer que d'apporter des corrections sporadiques. L'entreprise estime cependant les apports suffisants pour proposer une version payante aux joueurs.

## Bande-son
Les musiques de TrackMania United  ont été composées par l'artiste français DOO. Elles sont composées d'instrumentaux techniques et rythmés réalisés au synthétiseur mais aussi de sons mélancoliques ou de mélodies jouées à la guitare métallique,. Le jeu permet au joueur d'écouter ses propres musiques,,.

## Commercialisation et extension
Nadeo et Focus Home Interactive ont l'habitude de semer le trouble concernant les sorties à venir avec les précédents opus, donnant des informations peu certaines ou contradictoires sur des éventuelles vraies suites, des standalones, des épisodes gratuits ou des add-ons. À ce sujet, Jeuxvideo.com relate le 22 mars 2006 la création d'un jeu appelé TrackMania Planet dont la sortie est prévue pour septembre 2006. Le 27 juin 2006, le site dévoile la création de trois noms de domaine par Nadeo : trackmaniaplanet.com, trackmaniaunited.com et trackmaniaarena.com. Cependant, le nom de TrackMania United fuite sur les forums officiels de la série et Focus  dévoile plus ou moins la probable commercialisation de ce jeu en octobre 2006 sur ses planning de sortie.
Le 30 juin 2006, Nadeo et Focus profitent de leur présence à l'ESWC où TrackMania Nations est inclus en tant que discipline dans cette compétition internationale, pour annoncer le développement de ce nouveau jeu dans la série TrackMania. Ce jeu standalone appelé TrackMania United est présenté sur le site officiel le 1er juillet comme une sorte de compilation de tous les environnements créés jusque-là, avec des nouveautés comme un nombre de blocs de construction doublé pour l'environnement Stadium et un nouveau système de notation des circuits,,. La situation est clarifiée lorsque le jeu est largement présenté à la presse le 29 septembre 2006, où sa sortie est annoncée pour le 17 novembre qui suit,. Les nouveautés ne résident pas au niveau du gameplay mais de trois nouvelles fonctionnalités : la ManiaZone, la gestion des coppers et le ManiaLink.
Le 11 octobre, Nadeo annonce qu'il n'y aura pas de démo pour United, mais une bêta pour laquelle 1 000 joueurs sont tirés au sort. L'ouverture des inscriptions est effectuée le 19 octobre et les participants sont annoncés le lendemain,. La bêta se déroule la semaine suivante. Le jeu est présenté au Festival du jeu vidéo les 7 et 8 octobre 2006 à Paris, et en avant-première le 16 novembre suivant, la veille de sa commercialisation dans un magasin Fnac à Paris,. TrackMania United est publié en France le 17 novembre 2006 par Focus. Le jeu est publié par Deep Silver en Allemagne le 23 février 2007, et au Royaume-Uni le 9 mars suivant. La sortie américaine est initialement prévue le 23 mars lors de la sortie internationale. Cependant, des problèmes liés à l'éditeur Ascaron Entertainment prévu au départ et les droits de distribution retardent la date de sortie. C'est finalement Focus qui publie le jeu le 11 juin 2007.
TrackMania United est disponible en précommande sur Steam le 7 juin 2007 et publié le 14 juin suivant. Le jeu reçoit beaucoup de critiques de la part des joueurs quant à l'utilisation de la protection StarForce et les problèmes qu'elle provoque. À la suite des nombreuses remarques, Nadeo propose alors une version du jeu diminuée de sa protection controversée le 29 juin 2007. La mise à jour s'effectue automatiquement pour tous les possesseurs du jeu.
Par la suite, TrackMania United se voit complété par un grand nombre de correctifs.
Le 11 décembre 2007, Nadeo publie une version du jeu intitulée TrackMania United: Friends Edition, comprenant le jeu original mais aussi un code permettant à une tierce personne de télécharger une autre copie du jeu, une série d'autocollants, ainsi que l'extension Forever à venir à ce moment-là.
Le 7 octobre 2007, Nadeo dévoile sur les forums de discussion officiels qu'une extension standalone destinée à United et appelée TrackMania United Forever sera prochainement proposée gratuitement au possesseurs du jeu,,. TrackMania United Forever est édité par Focus le 15 avril 2008, en version gratuite pour les possesseurs de United,. Le lendemain, une extension similaire intitulée TrackMania Nations Forever et destinée à Nations est publiée gratuitement. Ces deux extensions permettent principalement de jouer à ces deux jeux ensemble en multijoueur dans l'environnement Stadium. Les environnements Rally, Desert et Snow du premier opus ont reçu une mise à jour graphique. Le jeu cumule les précédents patchs publiés pour United. Il offre une interface remaniée, un code réseau, une protection améliorée et un système de score repensé. Outre la légère amélioration graphique, l'extension offre 65 nouvelles pistes et de nouveaux blocs de construction pour l'éditeur de niveau. Il est également possible de créer et de gérer des groupes d'amis dans le jeu, à la manière de Facebook ou de Myspace. Le jeu rajoute le mode « Stunt » des précédents opus. Les taxes sur les coppers sont uniformisées. Les ManiaLinks sont devenus plus flexibles.

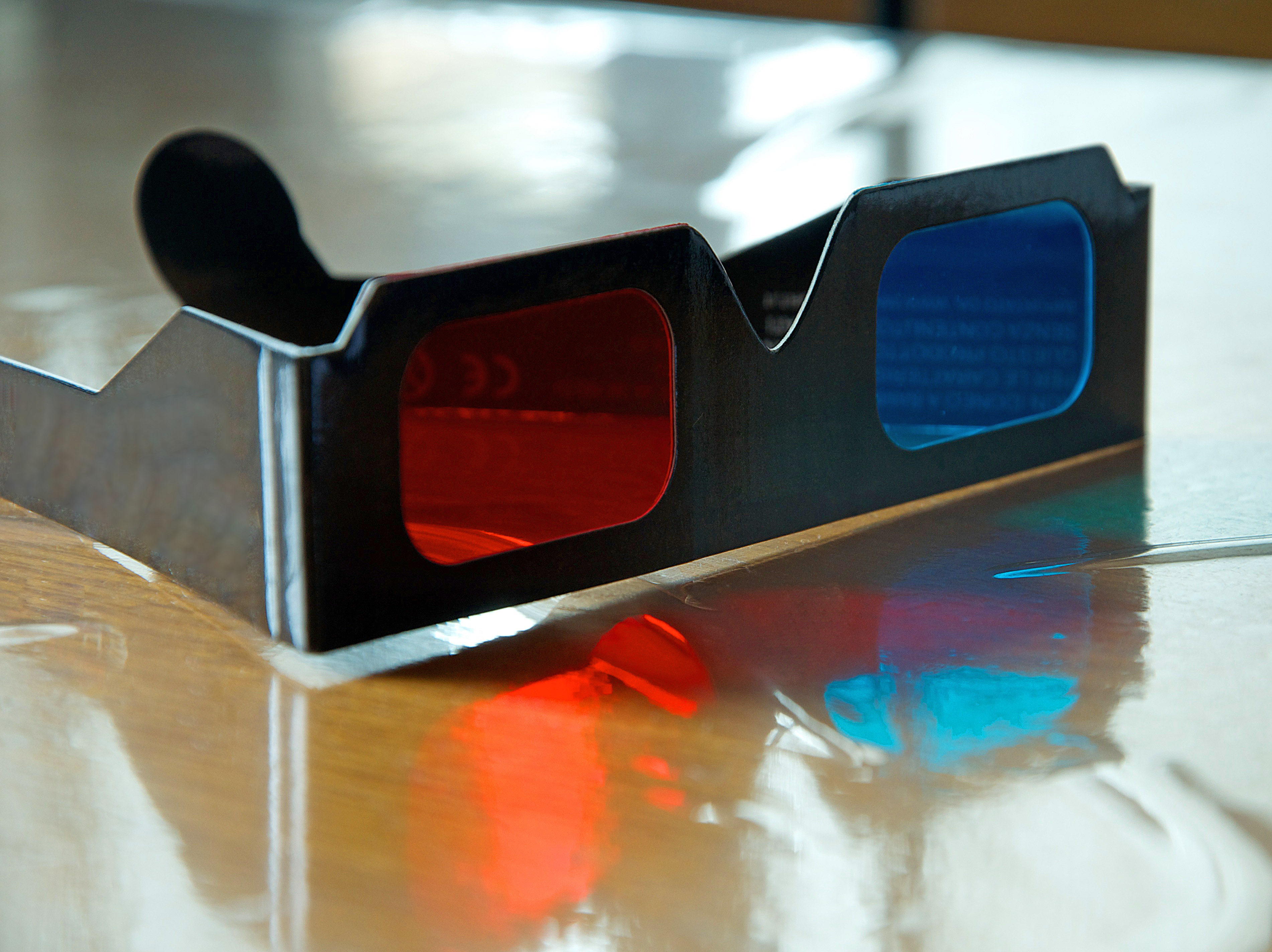
Paire de lunettes 3D (stéréoscopiques) semblables à celles distribuées par Focus.

Une nouvelle fonctionnalité permet également d'afficher le jeu en 3D anaglyphique grâce à des lunettes 3D. La version boite de United Forever inclut une paire de lunettes 3D. Afin de répondre à l'attente des joueurs ayant obtenu l'extension par le biais du téléchargement, Focus Home Interactive, en association avec l'éditeur Future, publie le 28 mai 2008 en France un magazine titré TrackMania, le magazine officiel. Il est consacré à la série avec des dossiers, des interviews, des reportages, et propose également une paire de lunettes et une version boite du jeu sur DVD,,.
À l'instar de United, TrackMania United Forever est amélioré après sa sortie grâce à une grande quantité de correctifs. United Forever est également publié sur Steam le 17 avril 2008.
TrackMania United Forever: Star Edition (TMUFSE) est une nouvelle édition de TrackMania United Forever publiée par Focus le 26 novembre 2009,. Elle est commercialisée en version boite mais également proposée gratuitement en téléchargement aux possesseurs du jeu United Forever et apporte 140 nouvelles pistes. Le nombre de circuits est porté à près de 420 grâce à une campagne de circuits appelée StarTrack,,,. Cette campagne est le résultat d'un concours réalisé sur le site communautaire TM-Exchange en collaboration avec Nadeo, consistant à réunir les meilleurs créations de pistes des joueurs afin de les regrouper dans une campagne officielle,. Ce gagnant, surnommé PapyChampy, qui voit ses pistes compilée dans un jeu officiel, est embauché par la Nadeo à la suite de ce concours, chez Nadeo Live

## Réception

### Accueil commercial
Durant sa commercialisation, TrackMania United est perçu à l'étranger à tort comme une sorte de compilation et n'a pas aussi bien fonctionné qu'en France.
Le jeu jouit toutefois d'une communauté très active. À son lancement, la série TrackMania compte près de 100 000 pistes créées par les joueurs, tous épisodes confondus,. United possède déjà à sa sortie de nombreuses pistes créées par les joueurs grâce à l'activité des bêta-testeurs.

### Critiques deUnited
TrackMania United est globalement bien accueilli lors de sa sortie par les critiques qui relèvent un jeu aux visuels variés fonctionnant sur de modestes configurations et un gameplay amusant. Quelques critiques sont régulièrement soulevées, notamment un jeu qui s'apparente à une sorte de compilation, l'absence de nouveauté dans le système de jeu, les apports se cantonnant au ManiaLink, au système de ManiaZone et à l'évolution des coppers, ou comme à l'accoutumée l'absence de collision entre les véhicules. Le jeu totalise fin mai 2018 une moyenne de notes de 80 % avec 27 critiques sur Metacritic, et de 79,79 % sur GameRankings avec 29 critiques.
The New York Times qualifie le jeu d'« étrange hybride » entre jeu de course et résolution d'énigmes. Pour Gamekult, le mode officiel qui oblige le joueur à réaliser une performance à un instant précis place le jeu au cœur de l'aspect compétition. Jeuxvideo.com note l'absence de nouveauté en matière de gameplay et réduit en conséquence légèrement sa notation, même si le site apprécie la qualité globale du jeu. Selon Canard PC, le jeu « recycle le gameplay éprouvé de la série sous un joli emballage Web 2.0 ». Edge juge le nouveau système de coppers équilibré. GameSpot estime le mode solo assez répétitif et le mode Puzzle décevant à cause d'énigmes et de pistes rarement logiques. Pour IGN, la variété des environnements, des gameplay et des revêtements est très importante. Pour le site, l'impossibilité de tricher et les véhicules identiques ont le mérite de rendre le jeu plus équitable. PC Zone estime que la difficulté a été rééquilibrée avec justesse, beaucoup moins haute que celle de Sunrise. GameSpy qualifie les menus de maladroits, ennuyeux et nécessitant beaucoup de clics de souris. Le site constate à regret l'absence de réglage de la sensibilité des commandes. Selon Edge, ManiaLink est la plus importante fonctionnalité créée pour la communauté dans un jeu. Cependant, le magazine s'étonne que Nadeo veuille scinder les joueurs dans une multitude de zones, alors que l'entreprise prétend vouloir les réunir. PC Zone est agréablement surpris par la rapidité et l'efficacité de ManiaLink qui surpasse tous les autres jeux que le journaliste a essayé jusque-là (en 2007). Le jeu est parfois comparé à un jeu en ligne massivement multijoueur grâce à ces fonctionnalités,.
Jeuxvideo.com qualifie les graphismes de « beaux, mais surtout efficaces [car le jeu fonctionne] de façon fluide sur des configurations modestes ». JeuxVideoPC.com regrette l'aspect désertique aux alentours des pistes et juge donc les décors « un peu vides ». GameSpot s'enthousiasme pour les graphismes et se demande comment Nadeo a pu marier une telle qualité visuelle avec une vitesse d'exécution très haute, même sur un ordinateur d'entrée de gamme. IGN relève un framerate « exceptionnellement » rapide et constant, sans ralentissement, sauf momentanément en ligne en cas de surnombre de voitures. Pour le site, les visuels sont colorés, détaillés et variés, avec de superbes éclairages. Les voitures ne sont peut-être pas aussi détaillées ou animées que ceux d'un jeu comme Colin McRae: Dirt, mais les modèles sont efficaces. GameSpy note la variété des graphismes et les juge propres et peu exigeants en ressource système.
Jeuxvideo.com estime les nouvelles musiques réussies mais répétitives à la longue. Selon GameSpot, elles sont adaptées à leur environnement et ont le mérite de prendre le dessus sur les bruits des fracas de la voiture et les crissements de pneus trop peu présents. IGN relève également des bruitages presque inaudibles et juge la quantité de pistes musicales trop limitée.
Parmi les critiques faites au jeu, la sempiternelle remarque de l'absence de collision entre les véhicules est régulièrement soulevée,,. GameSpy remarque la grande part de frustration liée à l'obligation de découvrir les pistes pour les finir et regrette donc la grande part de méthode essai-erreur imposée. Le site n'apprécie pas non-plus les pistes en ligne créées par les joueurs, trop press forward ou réservées par leur niveau de difficulté aux meilleurs pilotes. GameSpot regrette la présence de publicité, même si elle reste discrète et cantonnée au multijoueur en ligne.
Jeuxvideo.com considère que United est plus qu'une simple compilation. Selon JeuxVideoPC.com, c'est bien plus qu'un regroupement des autres titres de la série, c'est leur synthèse et l'aboutissement du projet TrackMania. IGN estime que Trackmania United se prépare à un avenir solide grâce aux outils proposés, la communauté, la connectivité et le partage. La version britannique du magazine PC Gamer qualifie le jeu de « fou et superbe ». GameSpy estime le jeu amusant malgré ses défauts. PC Zone lui affuble le titre de meilleur jeu semi-underground disponible (en février 2007). Pourtant, le magazine Joystick constate, malgré les quelques apports pour satisfaire la communauté, un jeu sans réelle nouveauté ressemblant plus à une compilation. Canard PC remarque également le manque de contenu, tout comme l'édition américaine de PC Gamer.

### Critiques deUnited Forever
TrackMania United Forever totalise fin mai 2018 une moyenne de notes de 81,11 % sur GameRankings avec 9 critiques.
PC PowerPlay juge le gameplay arcade assez peu profond, mais PC Gameworld estime qu'il réside tout de même de nombreuses subtilités malgré la simplicité des contrôles, comme la nécessité d'adapter sa vitesse, d'effectuer les sauts et les atterrissages dans un bon angle et de bien placer la voiture sur la piste en fonction de celle-ci. Le magazine relève également la grande variété des différents environnements. PC PowerPlay apprécie la physique des véhicules et les différences entre les différentes voitures et leur équilibre. Le magazine qualifie les fonctionnalités destinées à la communauté de « merveilleuses », d'autant plus que le succès de la série repose principalement sur elle. The Games Machine ne relève que des apports à l'interface et liés à la gestion de la communauté. PC Gameworld juge le jeu à l'avant-garde dans ce domaine.
The Games Machine considère que le moteur graphique, pratiquement identique à celui de Sunrise, a bien vieilli et propose des visuels fluides et propres, fonctionnant sur des configurations d'entrée de gamme. PC Gameworld note également ce dernier aspect et juge les graphismes parfois limités et fades. Selon Canard PC, les apports visuels résident principalement au niveau de la vision stéréoscopique qui permet de créer un « effet 3D [bien] présent ». Le magazine déconseille de jouer plus d'un quart d'heure avec cette option sous peine de migraines et regrette finalement que cela ne soit qu'un gadget.
PC Gameworld apprécie globalement le titre et le concept de la série TrackMania, malgré la faiblesse de certains environnements moins amusants. The Games Machine juge le jeu comme une nouvelle petite avancée classique dans la série, sans prétention, renforçant structurellement le concept. Canard PC fait part de son exaspération face à la surexploitation de la franchise, même si Nadeo a mis en place une politique de gratuité ou de petits prix, et attend désespérément une vraie suite.

## Postérité

### Récompenses et distinctions
TrackMania United est désigné meilleur jeu de course de l'année 2007 par le site Shacknews et par le magazine Play. Le 1er février 2007, le site GamesRadar+ le place dans sa liste des jeux PC les plus attendus par les joueurs aux États-Unis. En mai 2007, PC Zone le place 68e de son classement des 101 meilleurs jeux vidéo de tous les temps. En juillet 2007, PC PowerPlay le place 46e de son top 100 des meilleurs jeux PC. En août 2007, PC Gamer le désigne 91e de son top 100 des meilleurs jeux vidéo.
Lors de l'édition 2008 du Festival du jeu vidéo se déroulant à Paris, TrackMania United Forever obtient le Milthon du meilleur jeu sur PC. En août 2008, PC Gamer le désigne 48e de son top 100 des meilleurs jeux vidéo.
En 2010, la franchise TrackMania inspire des publicitaires, qui reprennent le concept du jeu et ses voitures fantômes, pour vantant les atouts d'une voiture dans une publicité télévisée,.
En 2016, des membres de la communauté TrackMania réalisent une vidéo intégrant 20 000 voitures en même temps. Les replays de ces joueurs ont été enregistrés sur TrackMania Nations Forever et TrackMania United Forever, puis convertis et réunis dans TrackMania² Stadium,,.

### Série
Fin 2007, Nadeo indique vouloir rester sur le schéma de deux jeux en exploitation : un jeu gratuit multijoueur en ligne plus un jeu payant complet. Pourtant, l'entreprise change de stratégie. Par la suite, Nadeo externalise le portage de la franchise TrackMania sur plates-formes Nintendo chez Firebrand Games. En 2008 sort TrackMania DS sur Nintendo DS, et en 2010, TrackMania sur Wii et TrackMania Turbo sur DS.
À partir de 2011, Nadeo développe une série de jeux sur PC intitulée TrackMania², proposant chacun un environnement particulier. TrackMania²: Canyon parait en 2011, TrackMania²: Stadium en 2013, TrackMania²: Valley en 2013 et TrackMania²: Lagoon en 2017. Les environnements sont inédits, sauf Stadium qui reprend l'univers du sport de celui de Nations, mais l'intérêt essentiel est la possibilité de créer des modes de jeu personnalisés,,,.
TrackMania reste très longtemps sur la plate-forme PC et met beaucoup de temps pour trouver sa voie et arriver sur console. Cependant, en 2016, Nadeo opte pour la première fois pour une publication multiplate-formes avec un nouveau jeu intitulé TrackMania Turbo, transposant tous les fondamentaux de la série sur consoles, notamment sur PlayStation 4 et Xbox One. Celui-ci présente des nouveautés telles que la génération procédurale de pistes, la conduite d'un véhicule à deux et une compatibilité avec Oculus Rift,, HTC Vive et le PlayStation VR,.

### eSport
En janvier 2008, juste avant la sortie de l'extension TrackMania United Forever, le magazine Joystick constate les difficultés du jeu à s'imposer dans le monde du sport électronique. TrackMania est tout de même joué à l'ESWC jusqu'en 2012 sur Nations et Nations Forever, qui voient arriver cette année-là TrackMania²: Canyon, aussi en compétition. Il reprend le flambeau TrackMania à l'ESWC les quelques années suivantes avec TrackMania²: Stadium. Malgré la volonté de Nadeo de regrouper tous ses joueurs avec United, une fragmentation de la communauté de joueurs en ligne perdure depuis sa sortie, principalement provoquée par de nouvelles versions d'un jeu scindé en environnements distincts vendues à un prix trop élevé, ainsi que par un manque de communication de la part de Nadeo.

### Ressources primaires
Sites officiels
1. ↑  DOO, « Toutes les musiques de Doo », sur www.doomusic.net.
2. ↑  (en) Eric Twelker, « Steam - News », sur Steam, 29 juin 2007.
3. ↑  Hylis (Florent Castelnérac), « Trackmania : TRACKMANIA FOREVER!! », sur Trackmania-lejeu.com - Forum, 7 octobre 2007.
4. ↑  « Les trois grands concours de la rentrée de TrackMania », sur TrackMania.com, 1er novembre 2008.

TrackMania, le magazine officiel
1. 1 2  « Système de classement : You're Symply the Best », TrackMania, le magazine officiel, no 1,‎ été 2008, p. 43.
2. 1 2 3 4  « Nations, United, Forever : Comment s'y retrouver ? », TrackMania, le magazine officiel, no 1,‎ été 2008, p. 18-21.
3. 1 2 3 4 5 6 7 8 9 10 11 12 13 14 15  « De Stadium à Bay », TrackMania, le magazine officiel, no 1,‎ été 2008, p. 26-31.
4. 1 2 3 4 5  « Rencontre : Amélie Castelnérac », TrackMania, le magazine officiel, no 1,‎ été 2008, p. 34-35.
5. 1 2 3 4  « Les Modes Multijoueurs », TrackMania, le magazine officiel, no 1,‎ été 2008, p. 38-39.
6. ↑  « Vos premiers pas : Le mode solo », TrackMania, le magazine officiel, no 1,‎ été 2008, p. 25.
7. 1 2 3 4 5 6 7 8 9  « Du côté de chez Nadeo : L'interview croisée », TrackMania, le magazine officiel, no 1,‎ été 2008, p. 50-51.

### Interviews
1. 1 2 3 4 5 6 7 8 9 10  (en) Gamespot Staff, « TrackMania United Q&A - New Features and an Enhanced Online Community », sur GameSpot, 16 novembre 2006.
2. 1 2 3 4 5 6 7 8 9 10 11 12 13 14 15 16 17  (en) TM-Exchange, « An actual interview with Nadeo ! », sur TM-Exchange - Forum, 6 novembre 2007.
3. ↑  Fabien, « Nadeo week part #2 : PapyChampy », sur Mania-Actu.com, 28 août 2012.

### Ressources secondaires
1. 1 2 3 4 5 6 7 8 9 10  funambelle, « TrackMania United Présentation du jeu », sur JeuxVideoPC.com, 26 septembre 2006.
2. 1 2 3 4 5 6 7 8 9 10  (en) Brett Todd, « TrackMania United Review », sur GameSpot, 26 juin 2007.
3. ↑  (it) « TrackMania United », Giochi per il mio computer, no 124,‎ noël 2006, p. 130.
4. 1 2 3  (es) Tristan Kalogeropoulos, « TrackMania United Preview - PC Gaming Preview », sur PAL Gaming Network, 11 décembre 2006.
5. 1 2 3 4 5 6 7 8 9 10 11 12 13 14 15 16 17  (en) Joshua Hyles, « TrackMania United », sur PC Gameworld, 22 mars 2007.
6. 1 2 3 4 5 6 7 8  (en) Cam Shea, « TrackMania United AU Review », sur IGN, 7 février 2007.
7. 1 2 3 4 5 6 7  (en) IGN Staff, « Trackmania United Hands-on », sur IGN, 19 avril 2007.
8. 1 2 3 4 5 6 7  (en) Nathan Davison, « TrackMania United PC Review », sur 3DAvenue.com, 6 décembre 2006.
9. 1 2 3 4 5 6 7 8 9 10 11 12 13 14 15 16 17 18 19 20 21  Hosteel, « TrackMania United : premier contact », sur Gamekult, 29 septembre 2006.
10. 1 2 3  (en) Mike Griffin, « Preview: TrackMania United », Play, vol. 6, no 3,‎ mars 2007, p. 76.
11. 1 2 3 4 5  Rédaction, « MAJ - Trackmania United : loin d'une simple compilation », sur Jeuxvideo.com, 3 juillet 2006.
12. 1 2 3  Netsabes, « Preview - Trackmania United », sur Factornews, 27 septembre 2006.
13. 1 2 3 4 5  (en) Jason Ocampo, « TrackMania United Hands-On », sur GameSpot, 15 mars 2007.
14. 1 2 3 4 5  (de) Schmädig, « Test: TrackMania United », sur 4Players.de, 22 février 2007.
15. 1 2  Hosteel, « TrackMania United : des images », sur Gamekult, 19 octobre 2006.
16. 1 2 3 4 5  (en) « TrackMania United », Edge, no 174,‎ avril 2007, p. 82.
17. 1 2  Nerces, « Des infos et des images de Trackmania United », sur Jeuxvideo.fr, 27 septembre 2006.
18. 1 2  Erwan Cario, « Trackmania United, la course communautaire », sur Ecrans.fr, 20 septembre 2006.
19. 1 2 3 4  Sébastien Delahaye, « Trackmania United voit grand », sur Ecrans.fr, 27 septembre 2006.
20. 1 2 3 4 5 6 7 8  superpanda, « Test Trackmania United sur PC », sur Jeuxvideo.com, 20 novembre 2006.
21. ↑  (it) Alberto Torgano, « TrackMania United », Computer idea, no 189,‎ mai 2007, p. 73.
22. ↑  Hosteel, « Trackmania United : nouvelles images », sur Gamekult, 10 octobre 2006.
23. 1 2  (es) T.G.G., « TrackMania United », Micromania, no 147,‎ avril 2007, p. 78-79.
24. 1 2  (de) Benjamin Jakobs, « TrackMania United », sur Eurogamer.de, 12 mars 2007.
25. 1 2 3 4 5 6 7 8 9 10 11 12  Cubbe, « Test TrackMania United sur PC », sur JeuxVideoPC.com, 29 novembre 2006.
26. 1 2 3 4  (en) « More Cars and Environments in TrackMania United Forever », sur GameZone, 21 mai 2008.
27. 1 2 3 4  (en) Martin Caie, « Trackmania United - Game environments », sur GamePlanet New Zealand, 6 janvier 2007.
28. ↑  Laurent, « Trackmania United : enjoy! », sur Factornews, 19 octobre 2006.
29. 1 2 3 4  Rédaction, « Images : Trackmania United », sur Jeuxvideo.com, 19 octobre 2009.
30. ↑  (en) « TrackMania: Nonsensical but Addictive », Computer Power User, vol. 7, no 9,‎ septembre 2007, p. 89.
31. ↑  Nerces, « Trackmania United : encore des images / infos », sur Jeuxvideo.fr, 19 octobre 2006.
32. 1 2 3 4 5 6  (en) « TrackMania United Forever races into retail today », sur GameZone, 21 mai 2008.
33. 1 2  (en) Charles Herold, « A Slipshod Harry Potter and a Challenging Racer », sur The New York Times, 28 juin 7.
34. ↑  (es) « TrackMania United Forever », Micromania, no 164,‎ septembre 2008, p. 40-43.
35. 1 2  (en) « TrackMania United (Preview) », Edge, no 172,‎ février 2007, p. 37.
36. 1 2  Rédaction, « TrackMania United : Nadeo passe la seconde », sur Jeuxvideo.com, 27 septembre 2006.
37. 1 2 3 4 5 6 7 8 9 10  (en) Li C. Kuo, « TrackMania United », sur GameSpy, 26 juin 2007.
38. ↑  (en) Darren Wells, « TrackMania United Forever », PC PowerPlay, no 133,‎ mai 2007, p. 41.
39. 1 2 3  Rédaction, « TrackMania United : Interview de Florent Castelnerac », sur Jeuxvideo.com, 27 septembre 2006.
40. ↑  (en) Alistair Wallis, « Media Consumption: Nadeo's Xavier Bouchoux (TrackMania United) », sur Gamasutra, 30 janvier 2007.
41. 1 2 3 4  « TrackMania, la série », Joystick, no 202,‎ janvier 2008, p. 81-83.
42. 1 2 3  (en) Steven Wong, « TrackMania United on PC Reviews », sur GameDaily, 21 juin 2007.
43. 1 2 3  (en) Steven Wong, « TrackMania United on PC Reviews », sur GameDaily, 21 juin 2007.
44. ↑  Rédaction, « Un nouveau Trackmania est en route ! », sur Jeuxvideo.com, 22 mars 2006.
45. 1 2  Rédaction, « Trackmania United, Planet ou Arena ? », sur Jeuxvideo.com, 27 juin 2006.
46. 1 2  Hosteel, « TrackMania United annoncé », sur Gamekult, 3 juillet 2006.
47. ↑  Niko, « Trackmania United : Nadéo fusionne les TM », sur Factornews, 27 juin 2006.
48. ↑  Rédaction, « 150 accès à la bêta de Trackmania United à gagner », sur Jeuxvideo.com, 20 octobre 2006.
49. ↑  Laurent, « Trackmania United : chaud devant ! », sur Factornews, 19 octobre 2006.
50. ↑  Joule, « Trackmania United : la bêta chez Factor », sur Factornews, 20 octobre 2006.
51. ↑  Hosteel, « TMU en avant-première à la Fnac Digitale », sur Gamekult, 15 novembre 2006.
52. ↑  Laurent, « TMU : Gagnez en émotion », sur Factornews, 10 novembre 2006.
53. ↑  Nerces, « Trackmania United  en deux images », sur Jeuxvideo.fr, 23 août 2006.
54. ↑  (de) « TrackMania United (PC) », sur GameStar, 23 février 2007.
55. ↑  (en) « TrackMania United (PC) », sur IGN.
56. ↑  (en) Martin Caie, « Trackmania United details », sur GamePlanet New Zealand, 2 décembre 2006.
57. ↑  (en) Daemon Hatfield, « TrackMania United Gets Release Date », sur IGN, 26 avril 2007.
58. ↑  Akshell, « TrackMania United sur Steam », sur Factornews, 7 juin 2007.
59. ↑  Akshell, « Trackmania sans Starforce », sur Factornews, 30 juin 2007.
60. ↑  (la) « Patch Trackmania United : Téléchargement gratuit », sur Clubic.
61. ↑  Dr Chocapic, « Trackmania United : une édition spéciale », sur Gamekult, 12 décembre 2007.
62. ↑  Niko, « Always bet on TM », sur Factornews, 2 novembre 2007.
63. 1 2  Rédaction, « Trackmania United : Edition "Friends" », sur Jeuxvideo.com, 11 décembre 2007.
64. 1 2 3  Rédaction, « TrackMania pour toujours », sur Jeuxvideo.com, 16 avril 2004.
65. ↑  Nerces, « Trackmania United : Un addon « Forever » gratuit pour Trackmania United », sur Jeuxvideo.fr, 15 avril 2008.
66. ↑  Rédaction, « GDC 08 : Trackmania en 3D », sur Jeuxvideo.com, 22 février 2008.
67. ↑  Rédaction, « Trackmania United Forever en version boîte », sur Jeuxvideo.com, 2 juin 2008.
68. ↑  CBL, « Un magazine Trackmania », sur Factornews, 11 avril 2008.
69. ↑  Joule, « Trackmania : le magazine dispo », sur Factornews, 28 mai 2008.
70. ↑  (it) Christophe Collet, « Future lance le magazine officiel TrackMania », sur GamePro.fr, 28 mai 2008.
71. ↑  « Téléchargement pour le jeu TrackMania United Forever », sur Jeuxvideo.com.
72. ↑  Thomas Mangot, « Trackmania Nations Forever sur Steam », sur Gamekult, 17 avril 2008.
73. 1 2  Rédaction, « Une nouvelle campagne pour TrackMania United », sur Jeuxvideo.com, 26 novembre 2009.
74. 1 2  « Patch de TrackMania United Forever Campagne StarTrack - 26-11-2009 21:13:08 », sur Jeuxvideo.com, 26 novembre 2009.
75. ↑  Hostell, « TM United Forever, une nouvelle campagne », sur Gamekult, 26 novembre 2009.
76. 1 2  Nerces, « StarTrack : 147 circuits pour  Trackmania United », sur Jeuxvideo.fr, 26 novembre 2009.
77. ↑  Rédaction, « Interview Cédric Lagarrigue (Focus) », sur Jeuxvideo.com, 8 octobre 2009.
78. 1 2 3  Threanor, « TrackMania United : Le Coût de l'Union », Canard PC, no 138,‎ 29 novembre 2006, p. 19 (résumé).
79. 1 2  Yavin, « TrackMania United », Joystick, no 188,‎ spécial noël 2006, p. 86-87.
80. 1 2  (en) Craig Pearson, « PC Review: Trackmania United », sur PC Gamer, 13 mars 2007.
81. 1 2 3 4  (en) Will Porter, « PC Review: Trackmania United », sur PC Zone, 26 février 2007.
82. ↑  (en) Darren Wells, « TrackMania United », PC PowerPlay, no 135,‎ février 2007, p. 66-67.
83. 1 2  (en) « Racing & Flight: TrackMania United », PC Gamer,‎ été 2009, p. 76.
84. 1 2  Hosteel, « Test - TrackMania United redonne des couleurs », sur Gamekult, 17 novembre 2006.
85. ↑  (en) « TrackMania United - PC - Review », sur GameZone, 22 juin 2007.
86. 1 2 3 4 5 6 7 8  (en) Gord Goble, « Trackmania United Review », sur IGN, 18 juillet 2007.
87. ↑  (en) Kevin Blanchard, « TrackMania United », sur PC Gameworld, 26 juin 2007.
88. 1 2  (en) « TrackMania United », sur Metacritic, mai 2018.
89. ↑  (en) « TrackMania United Reviews and Articles for PC », sur GameRankings, mai 2018.
90. 1 2 3  Threanor, « TrackMania United Forever », Canard PC, no 171,‎ 15 mai 2008, p. 19 (résumé).
91. ↑  (en) Richard Cobbett, « PC Review: Trackmania United Forever », sur PC Gamer, 30 juin 2008.
92. 1 2 3 4  (it) « Trackmania United Forever », The Games Machine, no 236,‎ juillet 2008, p. 94-95.
93. ↑  (es) « TrackMania United Forever », Micromania, no 165,‎ octobre 2008, p. 58-61.
94. ↑  (es) « TrackMania United Forever », Micromania, no 170,‎ mars 2009, p. 68.
95. 1 2 3 4  (en) Nathan Cocks, « TrackMania United Forever », PC PowerPlay, no 153,‎ juillet 2008, p. 54-55.
96. ↑  (en) John Walker, « TrackMania Nations Forever », sur Eurogamer, 30 avril 2008.
97. 1 2 3 4 5 6  (en) Richard Lackinger, « TrackMania United Forever », sur PC Gameworld, 13 juin 2008.
98. ↑  (de) « Trackmania United Forever im Test - Die Neuauflage des Rennspiel-Baukastens im Test », sur GameStar, 13 mai 2008.
99. ↑  (en) « TrackMania UnitedForever Reviews and Articles for PC », sur GameRankings, mai 2018.
100. ↑  (en) « Game of the Year Awards 2007 », sur Shacknews, janvier 2008.
101. ↑  (en) « Year in Review: Best of PC », Play, no 74,‎ février 2008, p. 67.
102. ↑  (en) GamesRadar+ US, « Your most wanted PC games », sur GamesRadar+, 1er février 2007.
103. ↑  (en) « The 101 best PC games ever, part two », sur PC Zone, 15 mai 2007.
104. ↑  (en) « Top 100 PC PowerPlay », PC PowerPlay, no 135,‎ juillet 2007, p. 40-49.
105. ↑  (en) « PC Gamer's Top 100: 100-51 », sur PC Gamer, 7 août 2007.
106. ↑  Leulier, « Edge meilleur jeu mobile 2008 », sur Pocket Gamer, 27 septembre 2008.
107. ↑  (en) « PC Gamer's Top 100, part 3 », sur PC Gamer, 3 août 2008.
108. ↑  (en) « TrackMania 2: Canyon review », sur Edge, 19 septembre 2011.
109. ↑  (en) Mini Country Channel, « YouTube » [vidéo], sur YouTube, 1er septembre 2010.
110. ↑  (en) Graham Smith, « This 20,000 Car Trackmania Video Is Creepy », sur Rock, Paper, Shotgun, 5 janvier 2016.
111. ↑  (en) Angus Morrison, « Watch 20,000 cars drive a single Trackmania course », sur PC Gamer, 5 janvier 2016.
112. ↑  (en) Wesley Yin-Poole, « 20,000 video game cars flow like water in TrackMania », sur Eurogamer, 5 janvier 2016.
113. ↑  Jean-Marc, « Test de TrackMania DS », sur Jeuxvideo.fr, 14 novembre 2008.
114. ↑  (en) Jane Douglas, « TrackMania: Build to Race Review », sur GameSpot, 15 mars 2011.
115. ↑  Rivaol, « Test TrackMania Turbo sur DS », sur Jeuxvideo.com, 1er octobre 2010.
116. 1 2  Le0ben, « Test : TrackMania² Canyon », sur Gamekult, 26 septembre 2011.
117. 1 2  Cortez62, « Test de TrackMania 2 Stadium », sur Jeuxvideo.fr, 28 juin 2013.
118. 1 2  (en) Martin Robinson, « TrackMania 2 Valley review », sur Eurogamer, 17 juillet 2013.
119. 1 2  daFrans, « Test TrackMania² Lagoon : Un standalone qui arrive bien trop tard sur PC », sur Jeuxvideo.com, 7 juin 2017.
120. ↑  (en) « TrackMania », Edge, no 293,‎ juin 2016, p. 123.
121. ↑  (en) Martin Robinson, « TrackMania Turbo review », sur Eurogamer, 23 mars 2016.
122. ↑  (en) Jason D'Aprile, « TrackMania Turbo Review », sur GameSpot, 28 mars 2016.
123. ↑  Jarod, « Trackmania Turbo en VR avec une démo », sur Gamekult, 8 novembre 2016.
124. ↑  Maxime Chao, « TrackMania Turbo : une mise à jour qui rend le jeu compatible avec la VR », sur JeuxActu, 8 novembre 2016.
125. 1 2  JackFlash-, « TrackMania peut-il revenir sur le devant de la scène eSport ? », sur Jeuxvideo.com.